# Helmut Sauer
Helmut Sauer (ur. 24 grudnia 1945 w Lutomierzu, zm. 10 stycznia 2024 w Salzgitter) – niemiecki polityk, działacz CDU, deputowany do Bundestagu (1972–1994). Wiceprzewodniczący Związku Wypędzonych (1984–1992; 2000–2014) oraz przewodniczący Ziomkostwa Śląsk w Dolnej Saksonii (1982–2024).

## Życiorys
Helmut Sauer urodził się w 1945 w dolnośląskim Quickendorfie (obecnie Lutomierz) jako drugie dziecko Alfonsa Sauera, pochodzącego ze Strzegomia i jego żony Florentine Stais, urodzonej w Raciborzu. Jego ojciec był zarządcą majątku hrabiego Seherr-Thossa. Gdy Sauer miał sześć miesięcy, wraz z rodzicami został przymusowo wysiedlony ze Śląska. 
Wraz z rodziną osiadł w Legende w Dolnej Saksonii. Kształcił się w renomowanym Collegium Josephinum w Bonn. Odbył praktykę zawodową w branży nieruchomości i budownictwa mieszkaniowego w Salzgitter-Wohnungs-AG, należącym do Grupy Preussag.
Od 1965 był związany Unią Chrześcijańsko–Demokratyczną (CDU). W latach 1971–1993 był przewodniczącym okręgowych struktur CDU w okręgu Salzgitter, a w latach 1972–1974 sprawował mandat radnego do rady miasta Salzgitter. W latach 1972–1994 był posłem do Bundestagu z okręgu wyborczego Salzgitter-Wolfenbüttel. Zdobywając mandat posła w 1972 jako 26-latek, był najmłodszym z parlamentarzystów. Od 1989 do 2017 był federalnym przewodniczącym stowarzyszenia Związku Wschodnich i Środkowych Niemiec (OMV) działającego przy CDU, a od 1990 roku pełni funkcję doradczą w zarządzie federalnym partii.
Był zaangażowany we działalność środowisk wypędzonych i przesiedleńców. Pełnił funkcję przewodniczącego Ziomkostwa Śląsk w Dolnej Saksonii, a do 2014 był wiceprezesem Związku Wypędzonych. 
Odznaczony w 1994 Order Zasługi Republiki Federalnej Niemiec, a w 1999 Śląskim Krzyżem przyznawanym przez Ziomkostwo Śląskie. Podczas uroczystej mszy świętej w 2009, biskup Ignacy Dec w podziękowaniu za zaangażowanie w budowaniu współpracy polsko-niemieckiej i długoletnie pośrednictwo w organizacji wsparcia finansowego dla organizacji kościelnych i zabytkowych obiektów na Śląsku, przekazał Sauerowi duplikat pierścienia biskupiego. Podczas uroczystości w Katowicach w 2021 został uhonorowany Medalem Zasługi Związku Niemieckich Stowarzyszeń Społeczno-Kulturalnych w Polsce (ZNSSK). 
Zmarł w wieku 78 lat w Salzgitter. W maju 2024 w kościele parafialnym pw. św. Barbary w Stoszowicach odbyło się nabożeństwo ku pamięci Helmuta Sauera. 